# Essential Mixes (Justin Timberlake)
Essential Mixes je remix album američkog pop pjevača Justina Timberlakea. Objavljen je 20. rujna 2010. godine.
Album sadrži remix pjesme s njegovih albuma Justified i FutureSex/LoveSounds.

## Popis pjesama
1. "Cry Me a River" (Dirty Vegas Vocal Mix) – 8:12
2. "LoveStoned/I Think She Knows" (Tiësto Remix) – 5:11
3. "Like I Love You" (Basement Jaxx Vocal Mix) – 6:02
4. "Rock Your Body" (Paul Oakenfold Mix) – 5:35
5. "Señorita" (Hani’s Num Club Mix) – 7:43
6. "My Love" (Steve Angelo & Sebastian Ingroso) – 10:13
7. "SexyBack" (Linus Loves Remix) – 6:18
8. "LoveStoned/I Think She Knows" (Justice Remix) – 4:43
9. "What Goes Around.../...Comes Around" (Sebastien Leger Remix Radio Edit) – 4:13
10. "Rock Your Body" (Sander Kleinenberg's Just In The Club Mix) – 9:32
11. "SexyBack" (Pokerface Remix) – 6:36